# 최라진
최라진(1995년 9월 26일~은 대한민국의 연극배우이다.

## 출연작

### 방송
- 2019~2020 딩동댕 친구들 - 장난감의 비밀

### 공연
- 2017년 행오버-부산
- 2017년 어바웃 타임-부산